# Svenska flygvapnet

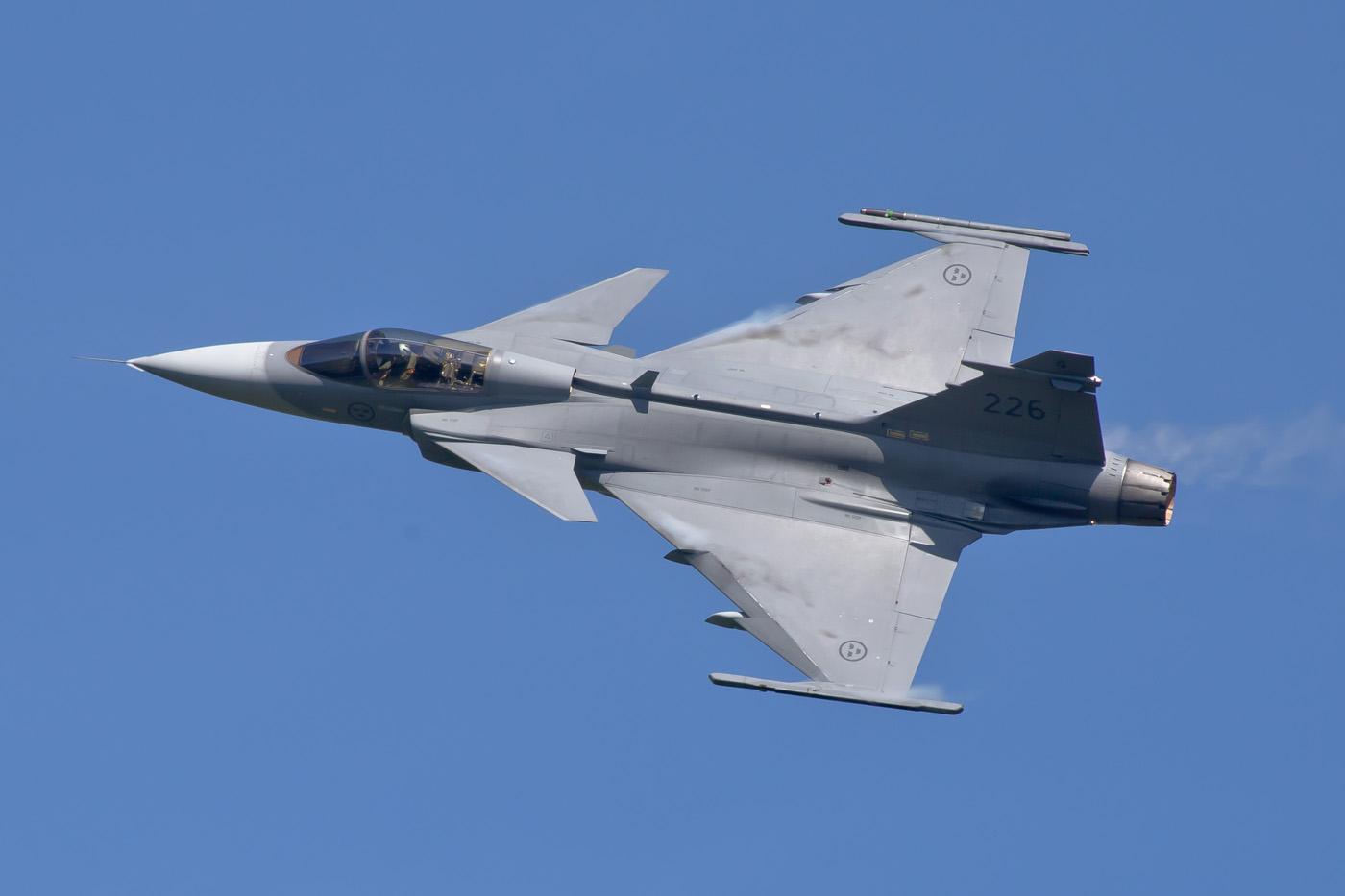
JAS 39 Gripen

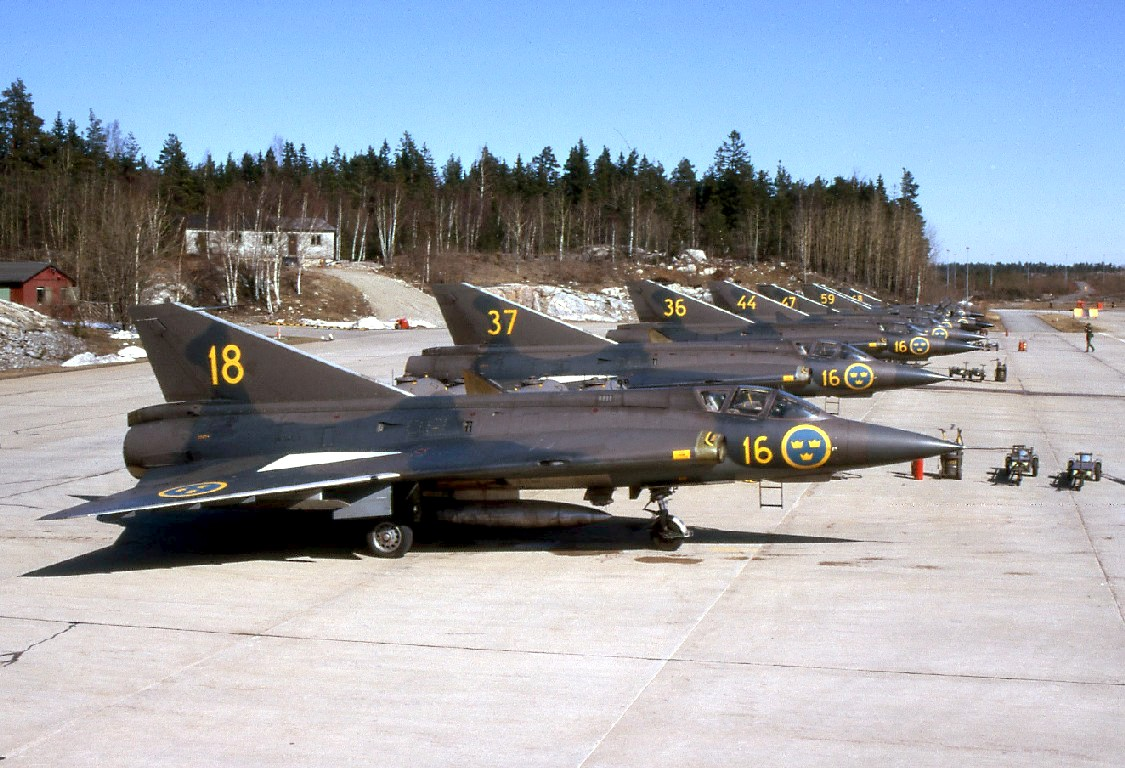
J 35 Draken

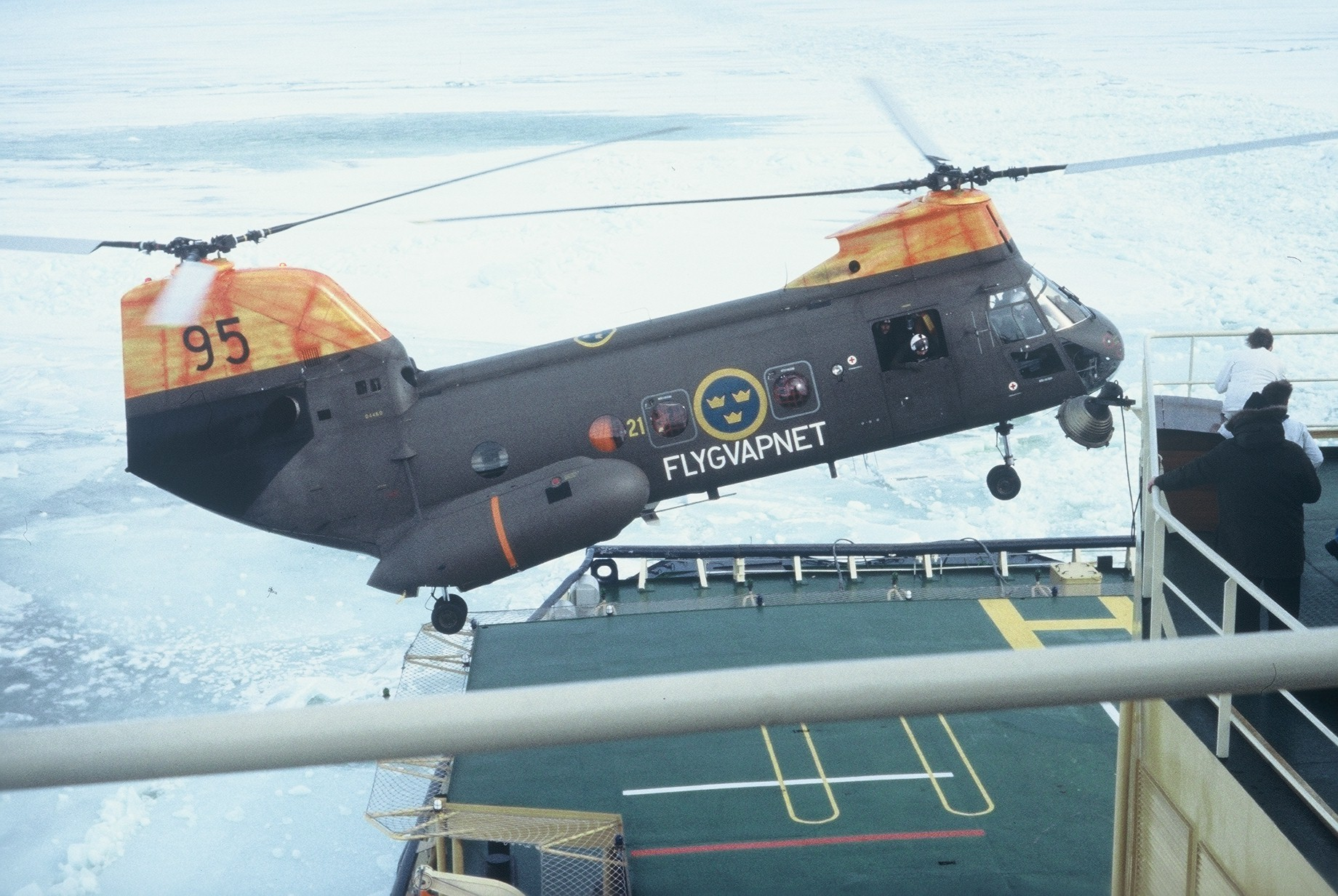
Hkp 4, Boeing Vertol 107

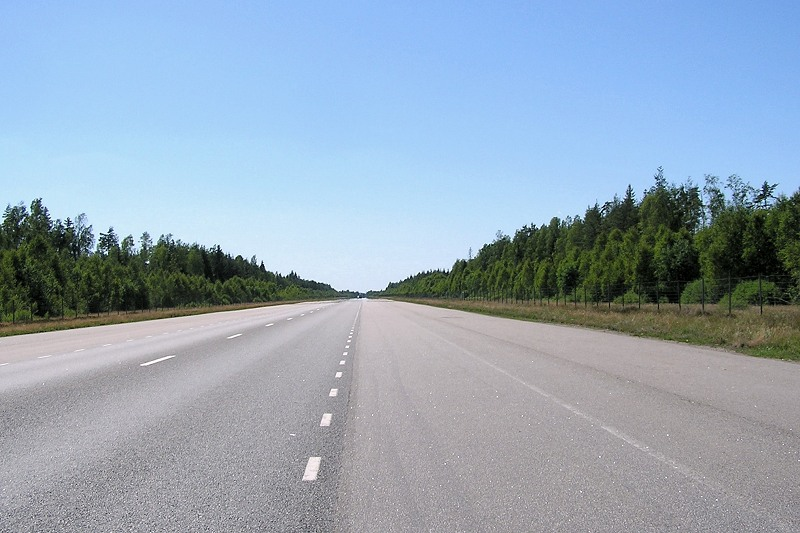
Före detta vägbas utanför Eneryda. Vägbaserna ingick i flygvapnets Bas 60 och Bas 90-system.

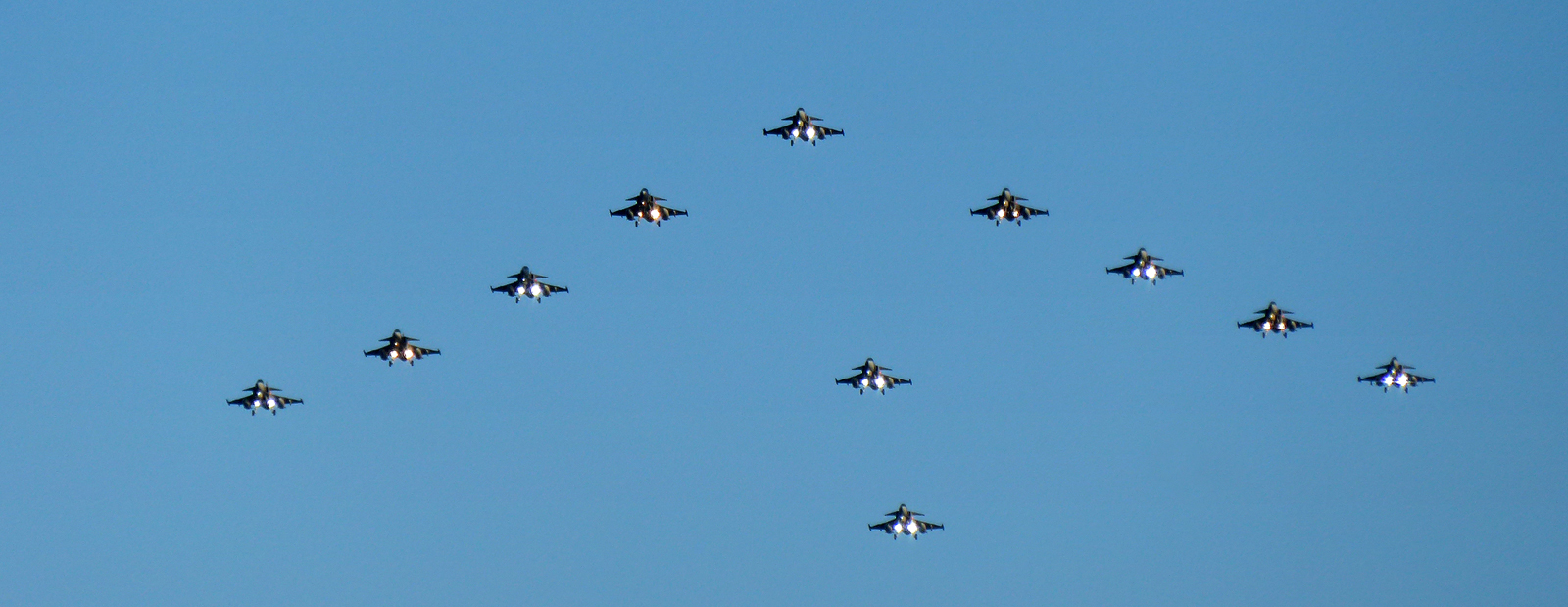
I samband med Flygvapnets 90-årsjubileum flög 11 Jas 39 Gripen i formation över Skåne och Blekinge 12 dec 2016.

Flygvapnet, tidigare Kungliga Flygvapnet, är en del av den svenska Försvarsmakten, vilken främst är inriktad på att med flygplan och helikoptrar lösa luftförsvarsuppgifter och attackuppgifter mot mål på havet och på land samt inhämta underrättelser med hjälp av spaningsflyg. För detta används flygplan som jakt-, attack-(tidigare bomb-) och spaningsflygplan. Försvarsmaktens helikoptrar är sedan 2003 också samlade i flygvapnet.
I flygvapnet ingår fyra flygflottiljer och Försvarsmaktens Helikopterflottilj. Sedan 1942 har den främsta leverantören av stridsflyg varit Saab. Den senaste modellen är Saab 39 Gripen E/F.

## Historik
Under 1910-talet började flyget organiseras inom armén och 1912 skedde den första militära flygningen från Lilla Värtans is utanför Stockholm. Marinen hade till en början flygverksamhet och därför kom flygskolan att förläggas vid Vaxholm. Under dessa år var flygets viktigaste uppgift spaning och arméns flyg låg under Fälttelegrafkåren. År 1913 tog utvecklingen fart med flyttning av verksamheten till Malmens flygplats utanför Linköping. Efter att endast bedrivit spaning, började sedermera bomb- och jaktflygplan användas.
Flygvapnet inrättades som eget vapenslag under 1920-talet. Försvarsbeslutet 1925 innebar skapandet av ett självständigt flygvapen från 1926 och flygvapenchefen tillträdde 1 juli 1925.

### 1926–1936
Flygvapnet bildades den 1 juli 1926 och utgick från verksamheterna hos Armén och Marinen. Under de första åren hade man materielbrist. I slutet av 1920-talet skedde en förnyelse av materielen via beställning av 18 nya flygplan: Svenska Aero J 5 och J 6 Jaktfalken och tolv brittiska J 7 Bristol Bulldog. Flygvapnet hamnade med dessa under stark kritik då man saknade en tydlig strategi och målsättning med verksamheten. Man drabbades även av flera svåra olyckor. Under 1931 och 1933 utredde två flygkommissioner verksamheten. Vändningen kom i och med försvarsbeslutet 1936 och det alltmer osäkra läget i Europa.

### 1936–1945
En stor satsning inleddes för Flygvapnet. Satsningen innebar också att man skapade en svensk flygindustri då Saab AB grundades 1937 med Linköping och Trollhättan som platser för flygtillverkningen. I Linköping kom det första helsvenska flygplanet Saab 17 att tillverkas. Man fortsatte att skaffa en rad utländska flygplan från Storbritannien, USA, Tyskland och Italien.
Det andra världskriget innebar att jaktflyget stärktes efter att man tagit intryck av vinterkriget i Finland och Slaget om Storbritannien, där jaktflyget varit avgörande. Under kriget började man att bygga ut Flygvapnet och flera nya flottiljer tillkom: Bråvalla flygflottilj i Norrköping, Hallands flygflottilj i Halmstad, Hälsinge flygflottilj i Söderhamn, Upplands flygflottilj i Uppsala och Blekinge flygflottilj i Kallinge. Flygvapnet bestod av 16 flottiljer: sex bomb, sex jakt, tre spaning och en torpedflottilj. År 1945 hade antalet flygplan ökat till runt 600 efter att 1939 varit endast 180 stycken.

### 1945–1990
De första decennierna efter krigsslutet kännetecknades av en stark expansion för flygvapnets del. Sveriges luftrum skulle inte längre försvaras av omoderna flygplan, utan av det bästa som för stunden stod att finna. Med början 1945 påbörjades stora inköp av överskottsmateriel, först med North American P-51 Mustang från USA, men även 1946 som första utländska kund för den brittiska de Havilland Vampire direkt från fabriken.
Kalla kriget innebar en storsatsning på det svenska flygvapnet och den inhemska flygplanstillverkningen gjorde att SAABs produktion i Linköping gynnades. Under 1950-talet kom klassiska svenska stridsflygplan som J 29 Tunnan, A 32 Lansen, och J 35 Draken. Stora satsningar gjordes även på en fortsatt utbyggnad av flygflottiljer efter andra världskriget, som Södertörns flygflottilj i Tullinge utanför Stockholm som tillkom 1946. Under början av 1950-talet ansågs Flygvapnet vara det då fjärde största i världen med fyra stycken flygeskadrar, 17 flottiljer, 2 flygkårer, 2 flygskolor och cirka 1 000 flygplan vilka fördelades på nästan 50 flygdivisioner.
År 1958 införde flygvapnet Bas 60-systemet, som byggde på defensiv spridning av flygstridskrafter i händelse av krig. Ett stort antal krigsbaser byggdes över hela landet för att kunna sprida ut flygdivisionerna i ett krigsläge. Även reservvägbaser byggdes. Under 1970 och 1980-talet vidareutvecklades Bas 60-systemet till Bas 90.
En flottilj, F 22, organiserades 1961–1964 för att ge FN understöd i den då pågående Kongokrisen.
Dessutom utvecklades det så kallade STRIL-systemet, bland annat genom att införskaffa modernare radarstationer och etablera en kontinuerlig övervakning av luftrummet (den så kallade incidentberedskapen).
Under 1960-talet påbörjades dock en reducering av flygdivisionerna, då fyra attackdivisioner och nio jaktdivisioner upplöstes. Dels genom en flottilj som avvecklades, två flottiljer omorganiserades till markskoleförband, men sedan att Chefen för Flygvapnet 1967 vakantsatte fyra divisioner.
Försvarets fredsorganisationsutredning (FFU) som tillsatts i februari 1967, presenterade 1971 sin utredning gällande lämpliga strukturförändringar i krigsmaktens fredsorganisation. Rapporten resulterade i att Roslagens flygkår (F 2), Östgöta flygflottilj (F 3), Svea flygkår (F 8) och Hallands flygkår (F 14) Södertörns flygflottilj (F 18) avvecklades under åren 1973–1974. F 14 och F 18 kom dock att leva vidare som markskoleförband under namnen Flygvapnets Halmstadsskolor (F 14) och Flygvapnets Södertörnsskolor (F 18).
Under 1970-talet fortsatte reduceringen, då riksdagen 1975 beslutade om att avveckla Södermanlands flygflottilj och Kalmar flygflottilj sommaren 1980. I försvarsbeslutet 1977 reducerades Flygvapnet med sex jaktdivisioner. 
I samband med 1977 års försvarsuppgörelse beslutades om att utveckla en ny flygplansmodell, det som sedermera blev JAS 39 Gripen. Innan 1989–1990 års säkerhetspolitiska omvälvningar hade riksdagen beslutat genom försvarsbeslutet 1982 om en nedläggning av Västmanlands flygflottilj och Flygvapnets Södertörnsskolor vilket verkställdes 1983 respektive 1986. I samma beslut beslutade Riksdagen att påbörja en anskaffning av delserie 1 om 30 JAS 39 Gripen med en option på ytterligare 110 flygplan.

### 1990–2000
1990-talets nya säkerhetspolitiska läge genom slutet på kalla kriget innebar stora omstruktureringar inom Försvarsmakten, vilket innebar att ännu ett antal flygflottiljer lades ner. Genom försvarsbeslutet 1992 kom Västgöta flygflottilj och Bråvalla flygflottilj att läggas ner den 30 juni 1994 och genom försvarsbeslutet 1996 lades Krigsflygskolan och Hälsinge flygflottilj ner den 30 juni 1998.

### 2000 och framåt
Under början av 2000-talet har ytterligare nedläggningar följt genom försvarsbeslutet 2000 Skånska flygflottiljen 2002, Upplands flygflottilj 2003, och senare genom försvarsbeslutet 2004 lades Jämtlands flygflottilj ned 2005. Vidare flyttades en helikopterskvadron från Säve, (där Göta flygflottilj huserat till 1969) till Såtenäs, varför Säve ej längre utgör en militär anläggning. Även Bas 90, flygvapnets bassystem, avvecklades. Inför försvarsbeslutet 2009 fanns ett förslag om att lägga ned Norrbottens flygflottilj, dock påverkades inget förband i försvarsbeslutet som resulterade i någon nedläggning.
År 2019 överlämnade Försvarsberedningen sin slutrapport till regeringen, där man föreslog hur det militära försvaret skulle utvecklas åren 2021–2025. Försvarsberedningen föreslog bland annat att Luftstridsskolan i Uppsala ombildas till Upplands flygflottilj (F 16). År 2020 föreslog Sveriges regering att återetablera flottiljen, vilken formellt invigdes igen oktober 2021.

## Organisation
I fredstid är Flygvapnet indelat i ett antal olika flygflottiljer. Antalet aktiva flygflottiljer har minskat genom de olika försvarsbesluten sedan slutet av kalla kriget. Efter en stor omorganisation av Försvarsmakten 1994 avskaffades CFV och ersattes av med generalinspektörer för flygvapnet, vilket 2003 ändrades till flygvapeninspektörer.
Den 1 januari 2014 återinfördes befattningen "Flygvapenchef" inom Försvarsmakten. Befattningen har inte samma uppgift som före 1994, utan har nu som uppgift att produktionsleda förbanden inom Flygvapnet och vara deras främste företrädare genom att omhänderta Försvarsmaktens traditioner.

### Befälhavare
| - 1926–1931: K.A.B. Amundson - 1931–1934: Eric Virgin - 1934–1942: Torsten Friis - 1942–1954: Bengt Nordenskiöld - 1954–1960: Axel Ljungdahl - 1960–1961: Torsten Rapp - 1961–1968: Lage Thunberg - 1968–1968: Claës-Henrik Nordenskiöld - 1968–1973: Stig Norén, - 1973–1982: Dick Stenberg - 1982–1988: Sven-Olof Olson - 1988–1994: Lars-Erik Englund - 1994–1998: Kent Harrskog | - 1998–2000: Jan Jonsson - 2000–2002: Mats Nilsson - 2002–2003: Jan Andersson - 2003–2008: Jan Andersson - 2008–2011: Anders Silwer - 2012–2013: Micael Bydén - 2014–2015: Micael Bydén - 2015–2019: Mats Helgesson - 2019–2022: Carl-Johan Edström - 2022–idag: Jonas Wikman |

### Divisioner

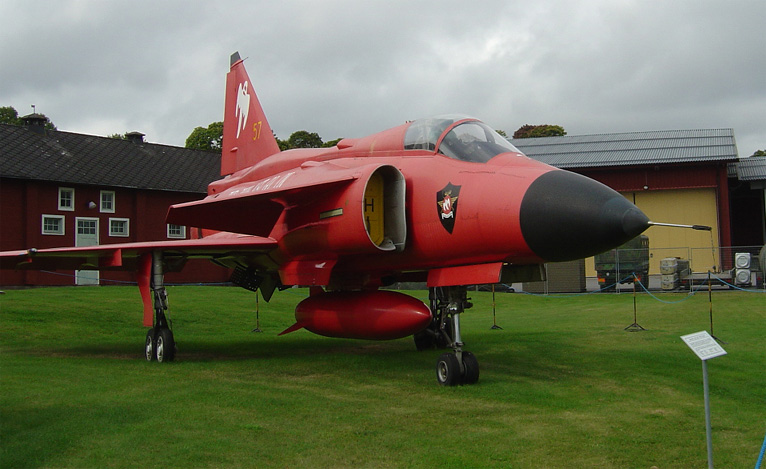
AJS 37 Viggen, vilket för flygplanet på bilden motsvarar anropssignalen Johan 57

I svenska flygvapnet har divisionerna sedan 1940-talet haft färger kombinerat med ett namn ur bokstaveringsalfabetet som namn. 4. divisionen kunde ha olika funktioner vid flottiljerna, till exempel kunde den fungera som stabsdivision, transportflyggrupp eller utbildningsenhet för meteorologer och värnpliktiga på flottiljerna, och var inte alla gånger utrustade med någon flygande utrustning.
Namnet på divisionen har varit för att visa vilken flygflottilj den tillhör. Exempelvis har första divisionen på F 10 Ängelholm benämnts Johan Röd. Motsvarande namn användes även som militär anropssignal, till exempel Johan 57, vilket motsvarade AJS 37 Viggen på F 10 Ängelholm.
| Division      | Divisionsfärg | Kommentar                                         |
| ------------- | ------------- | ------------------------------------------------- |
| 1. divisionen | Röd           | Flygdivision                                      |
| 2. divisionen | Blå           | Flygdivision                                      |
| 3. divisionen | Gul           | Flygdivision Målflyggrupp                         |
| 4. divisionen | Vit           | Stabsdivision Transportflyggrupp Utbildningsenhet |
| 5. divisionen | Grön Svart    | 1955 fastställdes färgen till svart.              |

### Insatsorganisation
| Flygförband               | Flygförband                      | Flygförband                                                                   | Flygförband |
| Krigsförband              | Ort(er)                          | Kommentar                                                                     |             |
| ------------------------- | -------------------------------- | ----------------------------------------------------------------------------- | ----------- |
| Flygstaben                | Uppsala                          |                                                                               |             |
| F 7                       | Såtenäs                          |                                                                               |             |
| 71. stridsflygdivisionen  | Såtenäs                          | Saab 39 Gripen                                                                |             |
| 72. stridsflygdivisionen  | Såtenäs                          | Saab 39 Gripen                                                                |             |
| 73. transportflygskvadron | Såtenäs                          | Transportflygplan 84 (TP 84)                                                  |             |
| 74. specialflygskvadron   | Malmslätt                        | ASC 890, Signalspaningsflygplan 102B (S 102B), Transportflygplan 100 (TP 100) |             |
| 75. statsflygskvadron     | Arlanda                          | Transportflygplan 102 (TP 102)                                                |             |
| F 16                      | Uppsala                          |                                                                               |             |
| 161. strilbataljon        | Bålsta, Såtenäs, Hästveda, Luleå |                                                                               |             |
| F 17                      | Ronneby                          |                                                                               |             |
| 171. stridsflygdivisionen | Ronneby                          | Saab 39 Gripen                                                                |             |
| 172. stridsflygdivisionen | Ronneby                          | Saab 39 Gripen                                                                |             |
| Flygbasjägarkompaniet     | Ronneby                          |                                                                               |             |
| F 21                      | Luleå                            |                                                                               |             |
| 211. stridsflygdivisionen | Luleå                            | Saab 39 Gripen                                                                |             |
| 212. stridsflygdivisionen | Luleå                            | Saab 39 Gripen                                                                |             |
| Helikopterflottiljen      | Malmslätt                        |                                                                               |             |
| 1. helikopterskvadron     | Luleå                            | Helikopter 14                                                                 |             |
| 2. helikopterskvadron     | Malmslätt                        | Helikopter 15, Helikopter 16                                                  |             |
| 3. helikopterskvadron     | Ronneby                          | Helikopter 14                                                                 |             |
| 4. helikopterskvadron     | Malmslätt                        | Helikopter 15, Helikopter 16                                                  |             |

## Flygvapnet idag
Efter försvarsbeslutet 2004 omfattar flygvapnets organisation från och med den 1 juli 2005 fyra flottiljer samt en skolflottilj. Stridsflyget omfattar totalt tre flottiljer med totalt 96 flygplan av typ JAS 39 Gripen.[källa behövs] Utöver JAS 39 Gripen består Flygvapnet av ett antal olika flyg- och helikoptersystem för bland annat signalspaning, trupptransporter, sjöräddning och ubåtsjakt. Genom Heavy Airlift Wing (HAW), som är ett europeiskt samarbete, har Flygvapnet även tillgång till tre stycken Boeing C-17 Globemaster III eller 550 flygtimmar per år av de tre flygplan som ingår i samarbetet.

### Förbandstyper
Flygvapnet delas in i sju olika förbandstyper vilka är fördelade på flottiljerna.
- Stridsflygförband
- Transport- och specialflygförband
- Helikopterförband
- Bas- och ledningsförband

### Flottiljer
- Skaraborgs flygflottilj (F 7) i Lidköping
- Upplands flygflottilj (F 16) i Uppsala
- Blekinge flygflottilj (F 17) i Ronneby
- Norrbottens flygflottilj (F 21) i Luleå
- Helikopterflottiljen (Hkpflj) i Linköping
- Luftstridsskolan (LSS) i Uppsala.

### Baser, detachement & övriga flygplatser
- Arboga flygplats
- Hagshult flygbas
- Halmstads flygplats
- Jokkmokks flygbas
- Karlsborgs flygplats
- Malmens flygplats
- Råda flygbas
- Vidsels flygplats
- Visby flygplats
- Uppsala-Ärna flygplats

### Utrustning
| Luftfarkost                 | Ursprung         | Typ                                                                 | Version                     | Aktiva     | Notering |
| --------------------------- | ---------------- | ------------------------------------------------------------------- | --------------------------- | ---------- | --- |
| Saab JAS 39 Gripen          | Sverige          | Enhetsflygplan SkolflygplanEnhetsflygplanSkolflygplanEnhetsflygplan | JAS 39CJAS 39DJAS 39E       | 71233 (60) | Totalt levererades 204 flygplan i A/B version till flygvapnet. Av dessa är drygt 30 uppställda i förråd medan andra uppgraderats till C/D-version. 14 C/D är på 10-årig leasing till Tjeckien. 14 C/D såldes till Ungern på leasing-köp kontrakt och 12 C-flygplan såldes till Thailand. Ytterligare 60 E beställda. Mål att ha sammanlagt 120 C/D/E operativa. |
| Saab S 100D Argus           | Sverige          | AEW&C                                                               | ASC 890                     | 2          | Båda flygplanen kommer att doneras till Ukraina. 3 Saab Globaleye är beställda för att ersätta S 100D. |
| Saab 340                    | Sverige          | Transport                                                           | TP 100                      | 2          | |
| Grob 120TP                  | Tyskland         | Skolflygplan                                                        | Sk40                        | 10         | levererades 2023 |
| Gulfstream G-IV SP          | USA              | SIGINTVIP                                                           | S 102 BTP 102               | 21         | |
| Gulfstream 550              | USA              | VIP                                                                 | TP 102                      | 1          | |

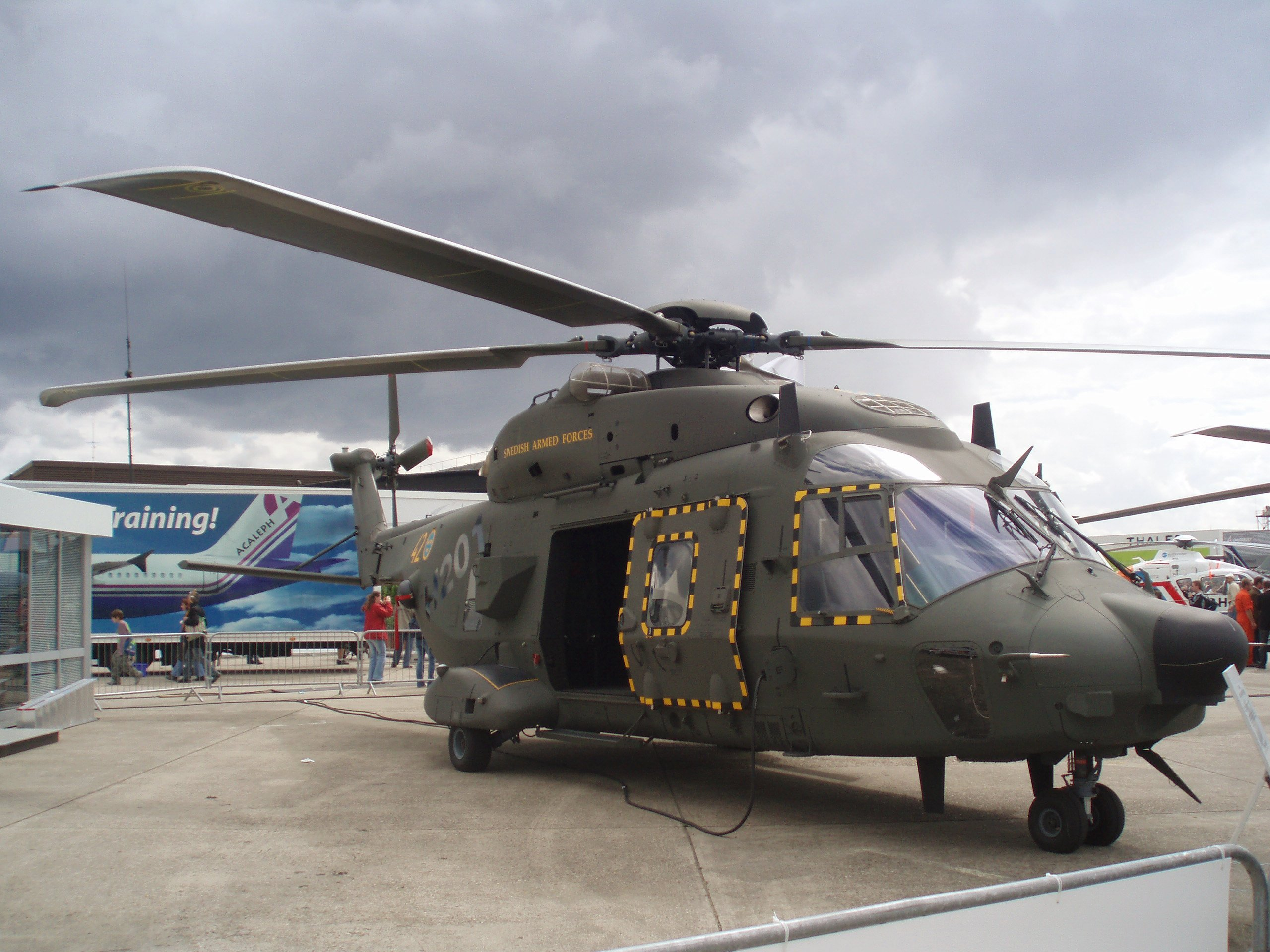
Hkp 14 (NHIndustries NH90)

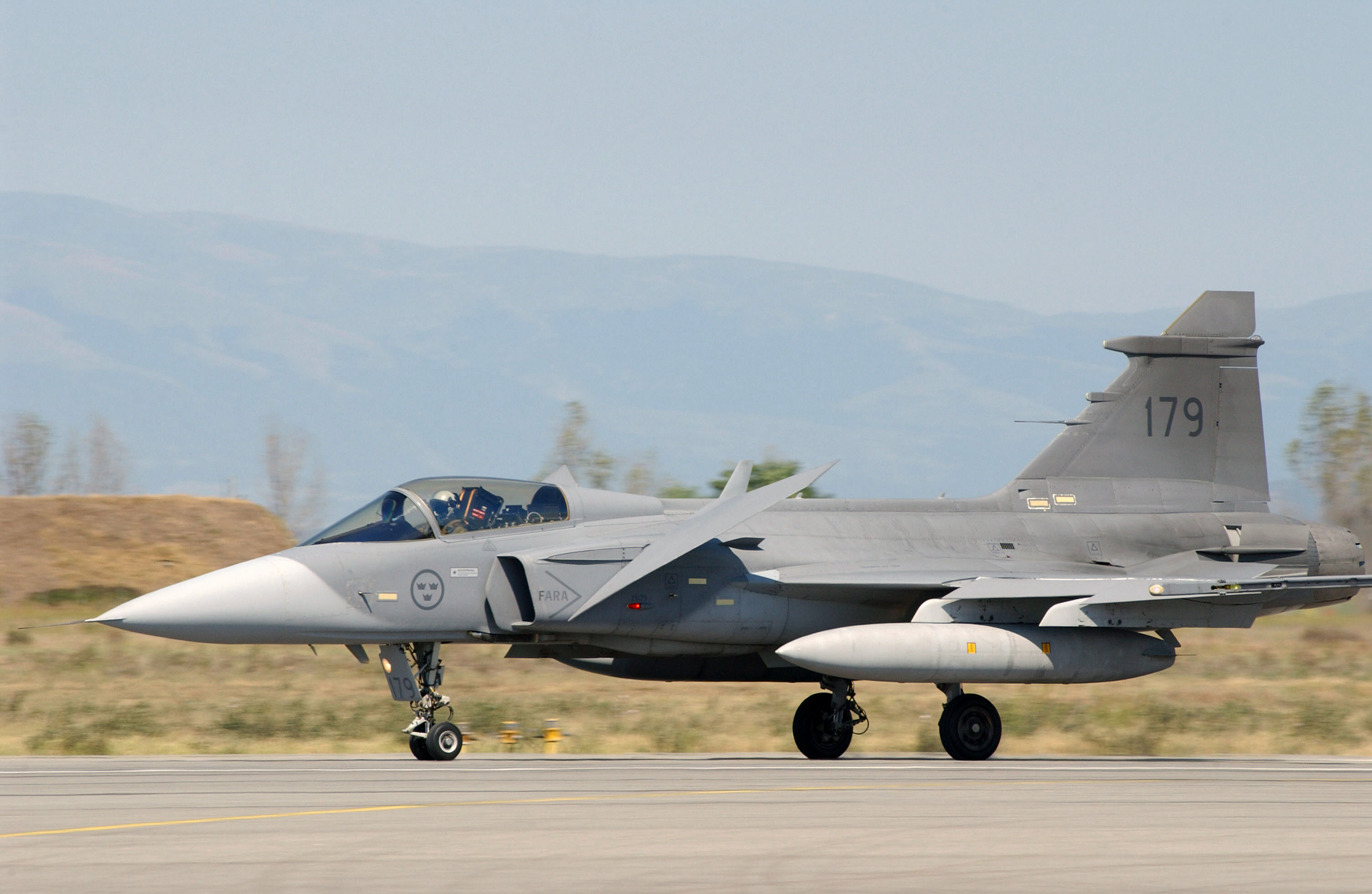
JAS 39 Gripen landar på flygbasen Graf Ignatievo i Bulgarien.

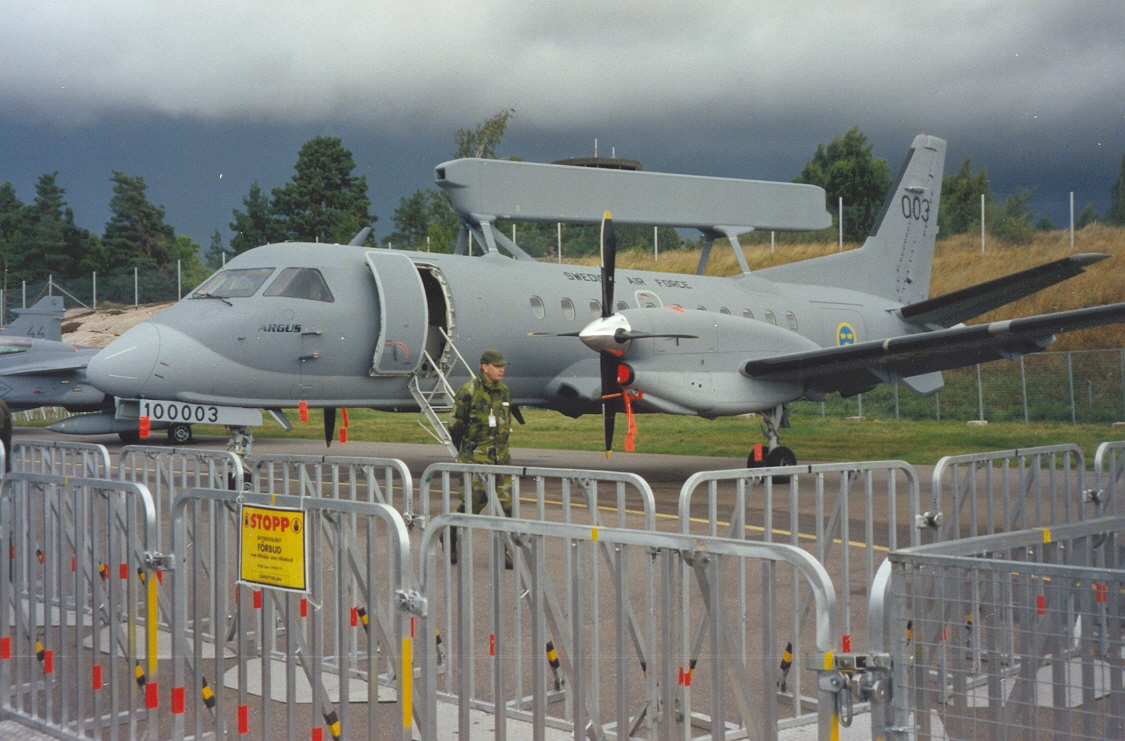
AEW&C Saab 340AEW

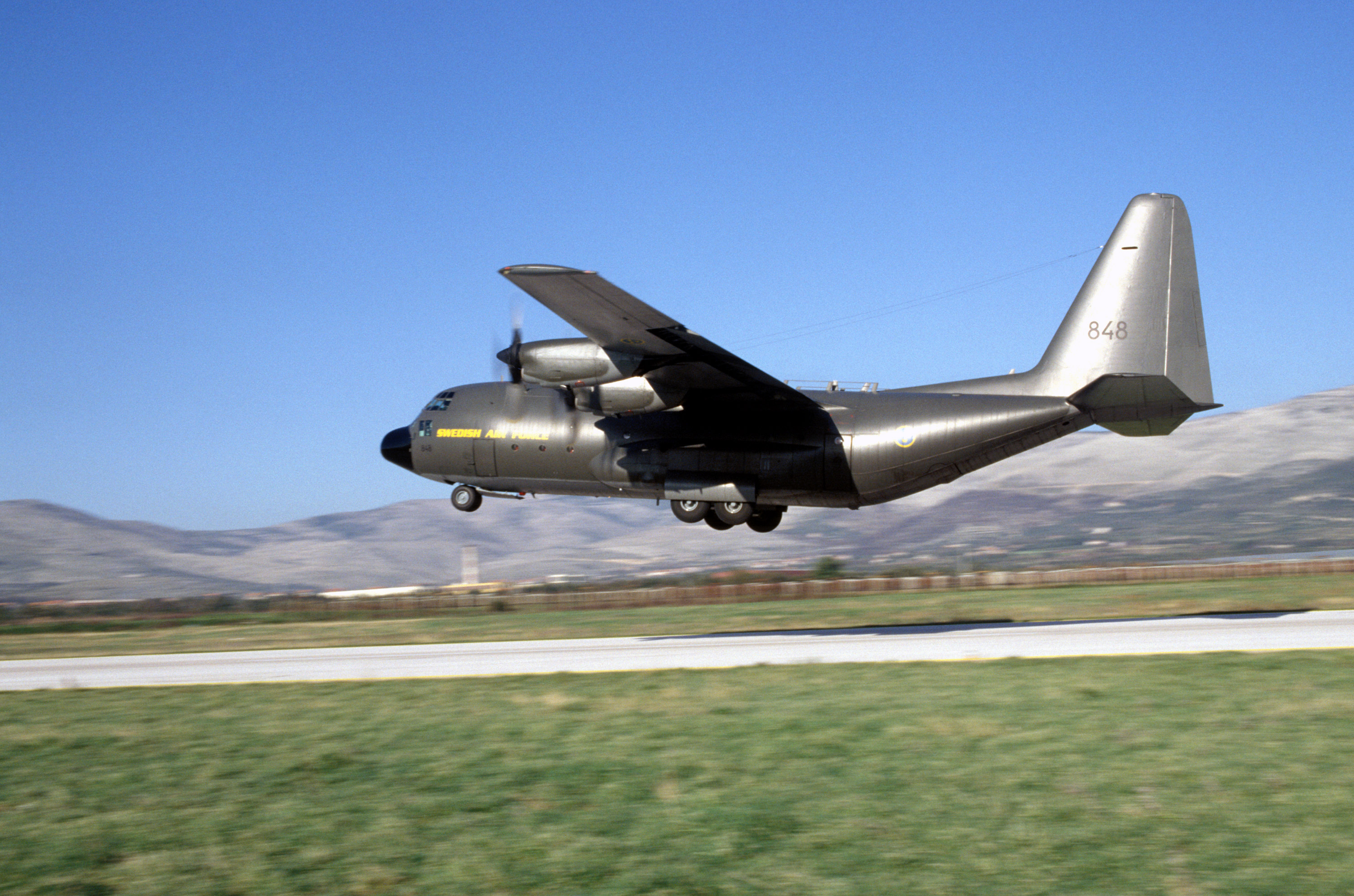
Tp 84 under lyft från Splits flygplats, 1990-talet.

| Lockheed C-130E/H Hercules  | USA              | Transport                                                           | TP 84A TP 84B TP 84C TP 84D | 6          | 1 plan utrustat för lufttankning Samtliga kommer ersättas av brasilianska Embraer KC-390 |
| Boeing C-17 Globemaster III | USA              | Transport                                                           | C-17A                       | 3          | I samarbete med EU Heavy Airlift Wing |
| NH90                        | Finland (Patria) | Transport-helikopter                                                | HKP 14                      | 18         | Nio stycken är utrustade för ubåtsjakt |
| Agusta A109                 | Italien          | Transport-helikopter                                                | HKP 15                      | 20         | Åtta stycken är konstruerade för sjöverksamhet. |
| Sikorsky UH-60M Black Hawk  | USA              | Transport-helikopter                                                | HKP 16                      | 15 (27)    | 12 UH-60M beställdes i Juli 2024. |
| Learjet 60                  | USA              | Målbogsering/övningsstörning                                        |                             | 3          | 3 begagnade flygplan köpts av USA under 2024. |

## Internationella insatser

### Kongo
F 22 Kongo
Det svenska flygvapnet deltog i strider i Kongo-Léopoldville för FN:s räkning. För ändamålet satte man mellan åren 1961 och 1963 upp förbandet F 22 Kongo med J 29 Tunnan och S 29 Tunnan.
FK01 och FK02
Varaktighet: Juni 2003 till juni 2004
Sverige bidrog till FN-insatsen United Nations Organization Stabilization Mission in the Democratic Republic of the Congo (MONUC) med flygplatsenheterna FK01 och FK02. Flygplatsen som bemannades låg i Kindu

### SWAFRAP AJS 37
Den 21 juni 2000 beslutade regeringen om att Försvarsmakten skulle sätta upp ett förband för att delta i fredsbefrämjande insatser. Förbandet skulle vara aktivt under åren 2001 och 2006. Inom Flygvapnet skulle två snabbinsatsförband sättas upp, vilka Skaraborgs flygflottilj (F 7) tillsammans med Norrbottens flygflottilj (F 21) skulle stå för. F 21 kom från den 1 januari 2001 att bidra med 211. spaningsflygdivisionen (Urban Röd), som bildade SWAFRAP AJS 37. Förbandet skulle kunna sättas in någonstans i Europa eller dess närhet inom 30 dagar.

### Uzbekistan (Afghanistan)
Uzbekistan FU01 eller SWAFRAP C-130 var namnet på det svenska flygtransportförband från Skaraborgs flygflottilj som baserades i Termez, Uzbekistan under år 2004. Från början var det meningen att förbandet skulle basera i Kabul då man under våren 2004 fick en förfrågan från Nato om att bidra med flygtransportkapacitet till Isaf i Afghanistan. Men det visade sig att det då inte fanns plats för det svenska flygplanet i Kabul och förbandet återgick till beredskap. Under sommaren kom det dock fram ett baseringsalternativ. Förbandet skulle istället basera i Termez, Uzbekistan, tillsammans med en enhet från Tyskland. FU01 hade rekryterats ur beredskapsförbandet SWAFRAP C-130 och bestod av 27 personer. Förbandets camp döptes till Camp IKEA. Ingående flygplanstyp är Lockheed C-130 Hercules (Tp 84).
Uzbekistan FU02
Uzbekistan FU02 var namnet på den fortsatta insatsen efter FU01. Återigen baserades förbandet i Termez, från var de var aktiva mellan augusti och oktober 2005. Förbandet bestod denna gång av 32 personer.
Förbandschefer
- FU01: Övlt B. Höglund
- FU02: Övlt P-O Andersson

### Afghanistan
Swedish Air Element benämns den enhet från Skaraborgs flygflottilj som grupperar på Camp Marmal utanför Mazar-i Sharif i Afghanistan inom ramen för ISAF. Förbandets uppgift var bland annat att transportera personal och gods inom Afghanistan för ISAF:s räkning. Swedish Air Elements gruppering inom Camp Marmal kallas Camp Gustaf. Styrkan omfattar ca 30-40 personer. Ingående flygplanstyp är Lockheed C-130 Hercules (Tp 84).
- Insatser

SAE01 benämndes insatsen som genomfördes under maj till september 2009.
SAE02 benämndes insatsen som inleddes i maj 2010 och pågick till september 2010.
SAE ISAF MEDEVAC benämndes insatsen med Hkp10 under perioden april 2011 till mars 2013. Förbandets uppgift var medevactransporter mellan sjukhusen på militära baser i Afghanistan.
SAE ISAF UH-60 benämndes insatsen med Hkp16 som pågick under perioden april 2013 till mars 2014. Förbandet satt i beredskap för att på kortast tid som möjligt kunna lyfta från Camp Marmal och genomföra kvalificerad sjukvård under transport inom begreppet Golden Hour.
SAE C-130 benämns således den insats som påbörjades i maj 2012 och planeras pågå till september 2012.[uppföljning saknas]

### Libyen
I samband med att Sverige tillsammans med fem andra nationer satte upp stridsgruppen Nordic Battlegroup 11, organiserades en basbataljon med flygelement, kallad Expeditionary Air Wing (EAW). Ansvarigt förband för EAW var F 17 Kallinge, dock ingick enheter ur Helikopterflottiljen (Hkpflj) och F 7 Såtenäs samt visst helikopterstöd ifrån Kroatien.
Expeditionary Air Wing hade som förband en beredskap på 10 dagar, det vill säga 10 dagar från larm till insats, och stod i beredskap perioden den 1 januari 2011 till 30 juni 2011.
I samband med att Nato den 28 mars 2011 kom med en formell förfrågan till Sverige om ett deltagande i Internationella militärinsatsen i Libyen, föreslog den svenska regeringen i en proposition den 29 mars 2011 att lyfta ur delar av Expeditionary Air Wing ur NBG och skicka dessa delar till insatsen i Libyen. Propositionen överlämnades till Sveriges riksdags Sammansatta utrikes- och försvarsutskottet(UFöU). Den 31 mars 2011 röstade utskottet positivt till deltagande i den internationella flygförbudsinsatsen över Libyen och därmed överlämnade det till riksdagen Betänkande 2010/11:UFöU3 Svenskt deltagande i den internationella militära insatsen i Libyen.
Den 1 april 2011 röstade riksdagen positivt till Sveriges deltagande i upprätthållandet av FN:s flygförbud över Libyen, dock med förbehåll om att styrkan ej fick angripa markmål mer än i självförsvar och att insatsen skulle pågå maximalt i tre månader.
Styrkan som Sverige skickade bestod av åtta JAS 39 Gripen, ett Transportflygplan 84D och ett signalspaningsflygplan, S 102B Korpen. Utöver detta kom styrkan att uppgå till mellan 125 och 250 personer. Operationen, som fick namnet Flyginsats Libyen (FL01), innefattade en budget på 200 miljoner kronor. Den 14 april namngav Försvarsmakten sitt uppdrag inom Operation Unified Protector som Operation Karakal. Valet av just ordet Karakal angav Försvarsmakten som "en positiv metafor för det Libyska folket och någon form av koppling till Sverige". Detta med anledning av att Karakal är ett rovdjur som lever i Libyen och som liknar det svenska lodjuret.
Den 2 april 2011 lyfte de första stridsflygplanen ifrån F 17 och Ronneby flygplats med Sigonella flygbas i Italien som destination. Från riksdagens beslut till att flygplanen var på plats i Italien tog det 23 timmar. Det svenska bidraget kom under dess insats att vara samgrupperat på Sigonella-basen tillsammans med delar av Turkiets bidrag till militärinsatsen i Libyen. Efter några veckor på plats anslöt också Förenade arabemiratens bidrag till insatsen till grupperingen på Sigonella. Utöver den svenska grupperingen på Sicilien placerades svenska officerare vid staber och stridsledningscentraler vid Neapel och Venedig i Italien samt vid Izmir i Turkiet.
Till en början fick FL01 problem, då flygdrivmedlet vid basen ej var anpassat för JAS 39 Gripen, antistatmedel Stadis 450 saknades, som i sig är en tillsats till jetbränsle. Som en snabb lösning på problemet genomfördes lufttankning från Tp84 samt tillfördes FL01 en drivmedelsgrupp ur EAW.
Den 9 juni 2011 inlämnade Regeringen en proposition rörande en förlängning av insatsen med ytterligare 90 dagar. I propositionen framgick att antalet JAS 39 Gripen minskas från åtta till fem, samt att Sverige också möjliggjorde ett tillförande av en bordningsstyrka för att hävda vapenembargot till sjöss. Dessutom tillfördes en enhet på 10 personer för informationsoperationer, Psyops, till förbandet. Propositionen antogs i riksdagen den 17 juni 2011 och förlängningen av insatsen beräknades från 27 juni. Norrbottens flygflottilj (F 21) utgjorde uppsättande förband. 
Den 3 juli 2011 överlämnade chefen för FL01, överstelöjtnant Stefan Wilson, ansvaret för den svenska styrkan till chefen för FL02, Överste Fredrik Bergman.
I mitten av augusti 2011 meddelade NATO den svenska regeringen att, den av Sverige erbjudna, bordningsstyrkan ej var efterfrågad. Bordningsstyrkan ströks då ur förmågebredden för det svenska bidraget till insatsen. Den 21 september beslutade Riksdagen att styrkans mandat skulle förlängas med ytterligare 30 dagar, under samma förbandsmandat som för FL02.
På FN-dagen måndagen den 24 oktober 2011 kl 11.36 landade en rote ur FL02, efter att genomfört det sista uppdragen över Libyen. Totalt redovisades 344 flygplansrörelser, 1001 flygtimmar och 1607 recceexrep:s för den svenska insatsen. Den 25 oktober 2011 återvände de svenska stridsflygplanen till Sverige. Resan hem från Sigonella-basen i Italien gick över Bosnien, Kroatien, Ungern, Slovakien och Polen och avslutades över svenskt luftrum i pilformation över Blekinges kust. Formationen leddes av divisionschefen Michael Lundquist. Övrig personal i den svenska insatsen lämnade Sigonella-basen i slutet av oktober 2011.

### Cypern
Under hösten 2013 antog FN:s säkerhetsråd resolution 2118, vilket innebar ett beslut att eliminera Syriens program för kemiska stridsmedel. Organisationen för förbud mot kemiska vapen, på engelska förkortat OPCW, var de som skulle göra jobbet och till stöd skickade Försvarsmakten en C-130 Hercules Tp84. Uppdraget har varit att flyga OPCW:s personal, inte att transportera kemiska stridsmedel.

### Swedish Fighter Unit
Från den 1 januari 2016 bildar 211. stridsflygdivisionen tillsammans med 2. flygbasbataljonen vid Norrbottens flygflottilj förbandet Swedish Fighter Unit. Ett insatsförband som, efter särskilt regeringsbeslut, kan sättas in vid en beslutad insats. Förbandet står med 90 dagars beredskap, och tillhör reservstyrkeregistret, Response Force Pool. Totalt beräknas drygt 180 personer tjänstgöra i Swedish Fighter Unit, som leds av överstelöjtnant Claes Bernander.

## Nuvarande och historiska flygflottiljer
| - F 1 Hässlö Kungliga Västmanlands Flygflottilj, 1929–1983 - F 2 Hägernäs Kungliga Roslagens Flygflottilj, senare Kungliga Roslagens Flygkår, 1926–1974 - F 3 Malmslätt Kungliga Östgöta Flygflottilj, 1926–1974 - F 4 Frösön Kungliga Jämtlands Flygflottilj, 1926–2005 - F 5 Ljungbyhed Kungliga Krigsflygskolan, 1926–1998 - F 6 Karlsborg Kungliga Västgöta Flygflottilj, 1939–1994 - F 7 Såtenäs Kungliga Skaraborgs Flygflottilj, 1940– - F 8 Barkarby Kungliga Svea Flygkår, senare Svea flygkår 1938–1974 - F 9 Säve Kungliga Göta Flygflottilj, 1940–1969 - F 10 Ängelholm Kungliga Skånska Flygflottiljen, 1940–2002 - F 11 Nyköping Kungliga Södermanlands Flygflottilj, 1941–1980 | - F 12 Kalmar Kungliga Kalmar Flygflottilj, 1942–1980 - F 13 Norrköping Kungliga Bråvalla Flygflottilj, 1943–1994 - F 14 Halmstad Kungliga Hallands Flygflottilj, senare Hallands flygkår och Flygvapnets Halmstadsskolor, 1944–1974 - F 15 Söderhamn Kungliga Hälsinge Flygflottilj, 1945–1998 - F 16 Uppsala Kungliga Upplands Flygflottilj, 1943–2003, 2021- - F 17 Kallinge Kungliga Blekinge Flygflottilj, 1944– - F 18 Tullinge Södertörns flygflottilj, senare Flygvapnets Södertörnsskolor, 1946–1986 - F 19 Finland Frivilligförband, 1940–1940 - F 20 Uppsala Kungliga flygkadettskolan, senare Flygvapnets Uppsalaskolor, 1942–2004 - F 21 Luleå Kungliga Norrbottens Flygflottilj, 1941– - F 22 Kongo U.N. Fighter Wing, 1961–1963 |

## Flygvapnets skolor
Utöver försvarsmaktens gemensamma nivåhöjande skolor har det sedan grundandet av flygvapnet funnits ett antal olika skolor för kompetensutveckling och genomförande av intern utbildning av officerare och värnpliktiga.
| Beteckning                     | Namn                                                 | Tillhörighet                                                       | Lokalisering                                      | Aktiv                                             | Övrigt |
| ------------------------------ | ---------------------------------------------------- | ------------------------------------------------------------------ | ------------------------------------------------- | ------------------------------------------------- | --- |
| Flygvapnets nivåhöjande skolor |                                                      |                                                                    |                                                   |                                                   | |
| FKHS                           | Flygkrigshögskolan                                   | Flygvapnet                                                         | Stockholm                                         | 1939-1961                                         | Uppgick 1961 i Militärhögskolan                                                                                          |
| FOHS                           | FV officershögskola                                  | F 14 Halmstad                                                      | Halmstad                                          | 1981-1995                                         | Uppgick 1995 i MHS H |
| KAS/M                          | Flygvapnets kadett- och aspirantskola för marklinjen | F 2 Hägernäs F 18 Tullinge                                         | Hägernäs Tullinge                                 | 1966-1974 1974-1983                               | Skolan bildades 1966 vid F 2 Hägernäs Överfördes 1974 till F 18 Tullinge, avvecklad den 31 december 1983                 |
| FUS                            | Flygvapnets underofficersskola                       | FCS                                                                | Västerås                                          | 1942-1949                                         | |
| Flygvapnets övriga skolor      |                                                      |                                                                    |                                                   |                                                   | |
|                                | Jaktskolan                                           | F 3 Malmslätt F 5 Ljungbyhed F 3 Malmslätt F 1 Hässlö F 8 Barkarby | Malmslätt Ljungbyhed Malmslätt Västerås Stockholm | 1926-1928 1928-1932 1932-1933 1933-1938 1938      | |
| FSS                            | Flygvapnets signalskola                              | FCS F 14 Halmstad                                                  | Västerås Halmstad                                 | 1942-1960 1960-1972                               | Omlokaliserad 1960 till Halmstad Namnändring 1972 till FV sambands och stabstjänstskola                                  |
| FSS                            | Flygvapnets sambands- och stabstjänstskola           | F 14 Halmstad                                                      | Halmstad                                          | 1972-1995                                         | Sammanslagen 1995 med FMTS under namnet IT-skolan                                                                        |
| FBS                            | Flygvapnets bomb- och skjutskola                     | F 21 Luleå F 3 Malmslätt                                           | Stockholm/Kallax Malmslätt                        | 1943-1973 1974-1981                               | Namnändring 1981 till FV flygbefälsskola (FBS)                                                                           |
| FBS                            | Flygvapnets befälsskola                              | F 3 Malmslätt F 18 Tullinge F 20 Uppsala                           | Malmslätt Tullinge Uppsala                        | 1981-1983 1983-1985 1986-2004                     | |
| FBS                            | Flygbefälsskolan                                     | LSS                                                                | Uppsala                                           | 2005-                                             | |
|                                | Ekoradioskolan                                       | F 2                                                                | Hägernäs                                          | 1947-1956                                         | Namnändrades 1956 till FV radarskola                                                                                     |
| FRAS                           | Flygvapnets radarskola                               | F 2 Hägernäs                                                       | Hägernäs                                          | 1956-1966                                         | Uppgick 1966 i STRIS under nytt namn STRILS                                                                              |
|                                | Stamflygförarskolan                                  | F 2 Hägernäs                                                       | Hägernäs                                          | 1949-1958                                         | Namnändring 1958 till Förberedande Fältflygarskolan                                                                      |
| FÖFS                           | Förberedande fältflygarskola                         | F 2 F 5                                                            | Hägernäs Herrevads kloster                        | 1958-1960 1960-1982                               | |
| FTUS                           | Flygvapnets trupputbildningsskola                    | FCS                                                                | Västerås                                          | 1949-1960                                         | Avvecklad 1960 |
| FMS                            | Flygvapnets markstridsskola                          | FCS                                                                | Västerås                                          | 1950-1959                                         | Överförs 1959 till F 14 under namnet Bastjänst- och markstrifsskola                                                      |
| BMS                            | Bastjänst- och markstridsskolan                      | F 14                                                               | Halmstad                                          | 1959-1972                                         | Sammanslogs 1972 med FV bastjänstskola                                                                                   |
| FBTS                           | Flygvapnets bastjänstskola                           | F 8                                                                | Stockholm                                         | 1966-1972                                         | Sammanslogs 1972 med Bastjänst- och markstridsskolan                                                                     |
| BBS                            | Flygvapnets basbefälsskola                           | F 14                                                               | Halmstad                                          | 1972-                                             | Skapad genom sammanslagning av BMS och FBTS                                                                              |
| VÄDS                           | FV väderskola                                        | F 2 F 12 F 17 F 5 FMHS                                             | Hägernäs Kalmar Ljungbyhed Halmstad               | 1951-1962 1962-1980 1980-1983 1983-1998 1999-2005 | |
| STRIS                          | Stridsledningsskolan                                 | F 2                                                                | Hägernäs                                          | 1959-1966                                         | Sammanslogs 1966 med FRAS under nytt namn STRILS                                                                         |
| STRILS                         | Stridslednings- och luftbevakningsskolan             | F 2 F 18 F 20                                                      | Hägernäs Tullinge Uppsala                         | 1966-1974 1974-1994 1994-1998                     | Namnändring 1998 till FV stridslednings- och luftbevakningsskola                                                         |
| STRILS                         | Flygvapnets stridslednings- och luftbevakningsskola  | F 20 LSS                                                           | Uppsala                                           | 1998-2005 2005-                                   | |
| FTLS                           | Flygtrafikledningsskolan                             | F 2                                                                | Hägernäs                                          | 1964-1973                                         | Överförd 1973 till F 5 under namnet FFLS.                                                                                |
| FFLS                           | Flygvapnets förberedande flygledarskolan             | F 5                                                                | Ljungbyhed                                        | 1973-1987                                         | Namnändrad 1987 till FFL                                                                                                 |
| FFL                            | Flygvapnets flygtrafiktjänstskola                    | F 5                                                                | Ljungbyhed                                        | 1987-1998                                         | Överförd 1998 till FMHS under namnet Flygtrafiktjänstskolan                                                              |
| FFL                            | Flygtrafiktjänstskolan                               | FMHS                                                               | Halmstad                                          | 1998-                                             | |
| FTS                            | Flygvapnets tekniska skola                           | FCS F 14                                                           | Västerås Halmstad                                 | 1942-1960 1960-1985                               | Sammanslogs 1985 med FTTS under namnet FFS                                                                               |
| FTTS                           | Flygvapnets teletekniska skola                       | F 2 F 18                                                           | Hägernäs Tullinge                                 | 1966-1974 1974-1985                               | Sammanslogs 1985 med FTS under namnet FFS                                                                                |
| FFS                            | Flygvapnets flygmaterielskola                        | F 14 FMHS                                                          | Halmstad                                          | 1985-1998 1998-                                   | |
| FV UndsS                       | FV underrättelseskola                                | F 11 F 13 F 20                                                     | Nyköping Norrköping Uppsala                       | 1974-1981 1981-1994 1994-1998                     | Bildas 1974 genom att FM fototolkutbildning lokaliseras till F 11 Överförs 1981 till F 13 Skolan uppgår 1998 i FMUndSäkC |
| FMTS                           | Flygvapnets markteletekniska skola                   | F 18 F 14                                                          | Tullinge Halmstad                                 | 1975-1985 1985-1995                               | Sammanslagen 1995 med FSS under namnet IT-skolan                                                                         |
| FBJS                           | Flygbasjägarskolan                                   | F 7 F 17                                                           | Såtenäs Kallinge                                  | 1983-2005 2005-                                   | Omlokaliserad 2005 till F 17                                                                                             |
| ITS                            | Informationsteknologiskolan                          | F 14 FMHS FMTS                                                     | Halmstad                                          | 1995-1998 1999-2005 2005-                         | Bildad 1995 genom FSS och FMTS Överförd 1999 till FMHS Överförd 2005 till FMTS                                           |

- FM = Försvarsmakten
- FMHS = Försvarsmaktens Halmstadsskolor
- FMTS = Försvarsmaktens Tekniska Skola
- FMUndSäkC = Försvarsmaktens underrättelse- och säkerhetscentrum
- FV = Flygvapnet
- FCS = Flygvapnets centrala skolor
- MHS H = Militärhögskolan i Halmstad
- LSS = Luftstridsskolan

## Museum

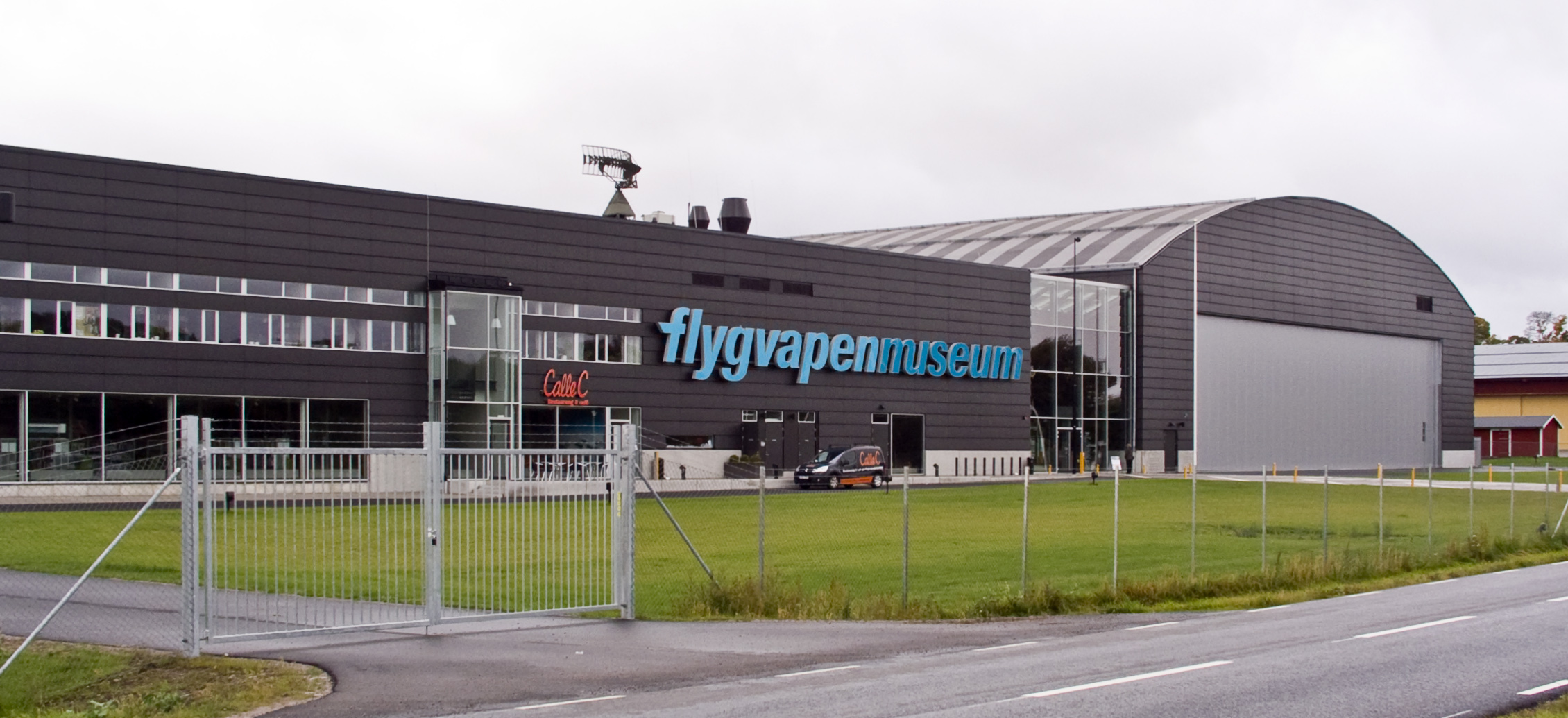
Flygvapenmuseum, bild från 2010.

Flygvapenmuseum beläget vid militärflygfältet Malmens flygplats i Malmslätt väster om Linköping, är ett museum som visar det militära flygets utveckling i Sverige. 
Vidare finns även de lokala och regionala museerna Jämtlands flyg- och lottamuseum i Östersund, Aeroseum i Göteborg, F 7 Gårds- och flottiljmuseum i Såtenäs, F 11 Museum i Nyköping, Ängelholms flygmuseum (F 10) i Ängelholm, F 14 Museum i Halmstad på FMTS, F 15 Flygmuseum i Söderhamn, Krigsflygfält 16 i Brattforsheden och Flygmuseet F 21 i Luleå.